# De Girard de Mielet van Coehoorn

Nederlands familiewapen (1829)

De Girard de Mielet van Coehoorn is een van oorsprong uit Gard (Frankrijk) afkomstige oud-adellijke familie waarvan telgen in 1828 in de adel van het Verenigd Koninkrijk der Nederlanden werden opgenomen. De laatste telg van het Nederlandse geslacht stierf in 2000.

## Geschiedenis
De bewezen stamreeks begint met Aimery de Girard, die vanaf 1355 vermeld wordt als heer van heerlijkheden in de Franse regio Gard; in 1372 wordt hij vermeld als luitenant-baljuw van Nîmes. Zijn zoon verkreeg bij akte van 1396 bevestiging van adeldom. In 1782 volgde voor het Hof van Montpellier nog erkenning van adeldom voor verschillende afstammelingen van hem. De familie had in Frankrijk door het bezit van heerlijkheden bestuursinvloed. Bovendien werd in 1450 een nakomeling vermeld als lid van een Franse Ridderschap. Een telg van de elfde generatie werd heer van Mielet waarna nageslacht zich de Girard de Mielet ging noemen.
Victor de Girard de Mielet (1732-1811) werd officier in Statendienst en werd de stamvader van de in de Nederlanden gevestigde tak. Hij trouwde in 1761 met de Maastrichtse Aldegonda Petronella van Coehoorn (1737-1819), een telg uit het geslacht van Menno van Coehoorn, en hun zoon voerde al de naam De Girard de Mielet van Coehoorn.
Jan Philip de Girard de Mielet van Coehoorn (1794-1872), zoon van de laatstgenoemden, werd ook militair, werd in 1828 ingelijfd in de adel van het koninkrijk en verkreeg een jaar later de titel van baron bij eerstgeboorte. Hij kocht het kasteel Henkenshage dat enige decennia in de familie bleef, dat door fondsen van een nazaat na de Tweede Wereldoorlog werd gerestaureerd en waarin een museum is ondergebracht dat vooral aandacht schenkt aan de militaire traditie in het Nederlandse geslacht De Girard en waarover de laatste baron met zijn verre neef ook een publicatie deden verschijnen; in het museum zijn ook familieportretten ondergebracht.
De familie is ook verbonden aan het landgoed Heerenbeek in Oirschot, waar een familiebegraafplaats in 1865 in gebruik werd genomen en de laatste baron in 1994 werd begraven, net als zijn vrouw in 1986, zij het op een in 1897 iets verder gelegen nieuw ingerichte familiebegraafplaats.
In 1994 overleed de laatste mannelijke telg van het Nederlandse geslacht, zes jaar later zijn zus, waarmee het geslacht in Nederland is uitgestorven.

## Enkele telgen

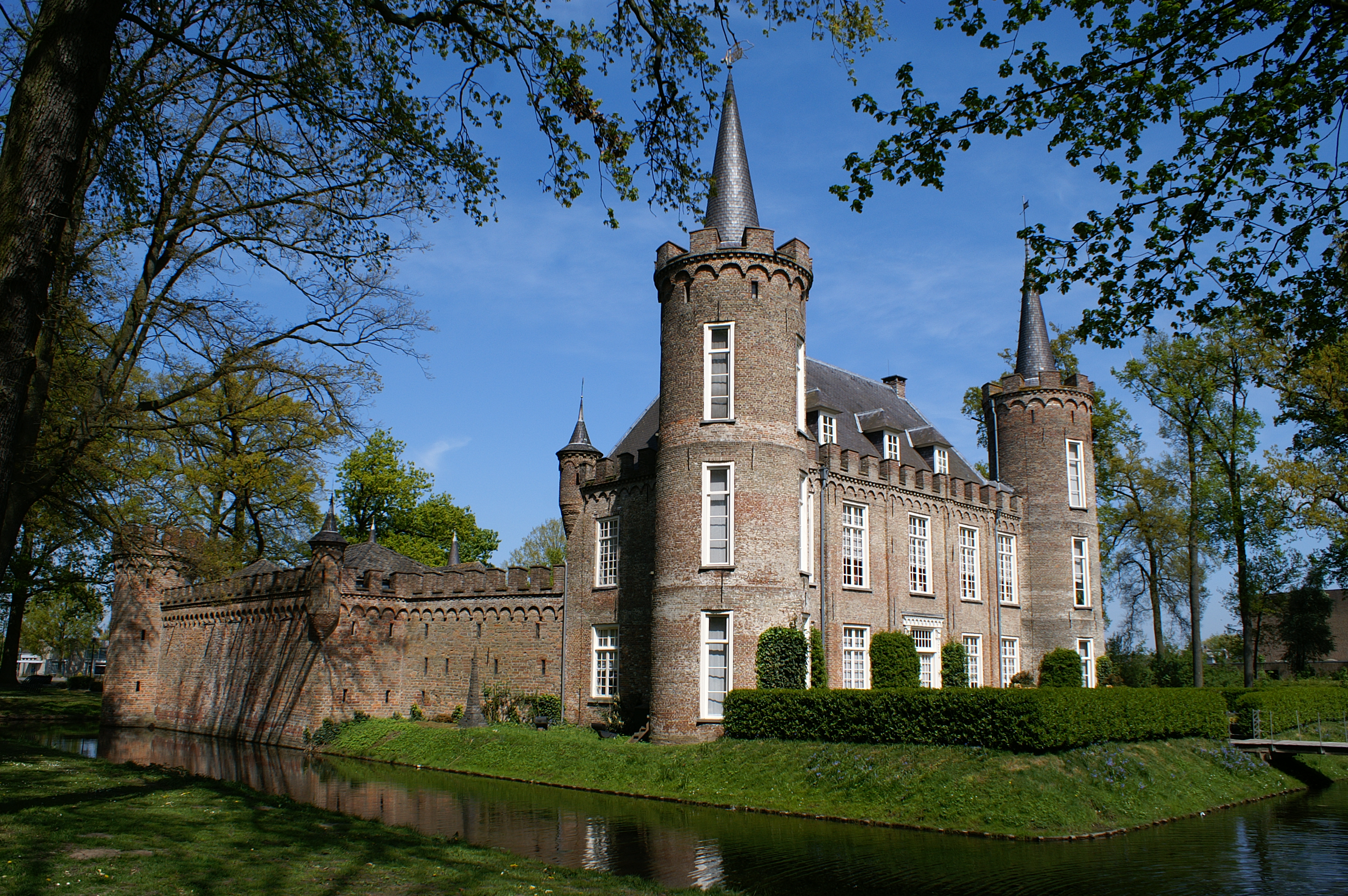
Henkenshage

Jan Philip baron de Girard de Mielet van Coehoorn (1794-1872), generaal-majoor, adjudant van de prins van Oranje, de latere koning Willem II en van Willem III
- Menno Louis Victor baron de Girard de Mielet van Coehoorn (1822-1878), majoor
  - Menno Huges Philippe Aymery Raoul baron de Girard de Mielet van Coehoorn (1853-1911)
    - Jkvr. Jeannette Wernarda Louis de Girard de Mielet van Coehoorn (1887-1958); trouwde in 1908 met jhr. Johannes Beelaerts van Blokland (1877-1960), lid Eerste Kamer
      - Jhr. Jan Jacob Gerard Beelaerts van Blokland (1909-2005), militair en medeauteur van het boek Met slaande trom. Driehonderd jaar soldatenfamilie

    - Jkvr. Maria Elisabeth Margaretha de Girard de Mielet van Coehoorn (1888-1958), financier in de jaren 1950 van de restauratie van kasteel Henkenshage
- Jhr. Peter de Girard de Mielet van Coehoorn (1824-1871), luitenant-ter-zee
  - Aimery Raymond Philippe Victor baron de Girard de Mielet van Coehoorn (1854-1926), burgemeester van Made en Drimmelen
    - Aimery Menno Jacques Karel Willem baron de Girard de Mielet van Coehoorn (1896-1944), planter
      - Aimery Menno Jan baron de Girard de Mielet van Coehoorn (1923-1994), verzekeringsdirecteur, medeauteur van het boek Met slaande trom. Driehonderd jaar soldatenfamilie en laatste mannelijke telg van het geslacht
      - Jkvr. Elise Cornelie de Girard de Mielet van Coehoorn (1924-2000), laatste telg van het geslacht